# Deutschlandlauf
Ein Deutschlandlauf ist ein Ultramarathon, in dessen Verlauf Deutschland von einem Läufer (Sololauf) oder mehreren Läufern (als Wettkampf, Gruppenlauf und Staffellauf) durchquert wird.
Unter dem Namen DL<YYYY> werden seit 1998 regelmäßig von Ingo Schulze Deutschlandläufe unter Wettkampfbedingungen veranstaltet. Die Strecke führte anfangs diagonal durch Deutschland von Rügen nach Lörrach. Bisher wurde der DL in den Jahren 1998 (DL98), 2005 (DL2005), 2006 (DL2006), 2007 (DL2007) 2008 (DL2008) und 2010 (DL2010) durchgeführt.

## Deutschlandlauf 1998 – DL98
- 21. September bis 7. Oktober 1998
- 1225 km
- 21 Teilnehmer (15 Männer, 6 Frauen)
- 12 Teilnehmer (11 Männer, 1 Frau) erreichten das Ziel:
  - Sieger Wolfgang Schwerk in 130 Stunden 13 Minuten
  - Siegerin Martina Hausmann in 167 Stunden 45 Minuten

Der DL98 war als erster privat organisierter Etappen-Ultramarathon in Deutschland  eine Pionierleistung von Ingo Schulze und sollte der Grundstein werden für den Spreelauf, den Transeuropalauf und weitere Deutschlandläufe.
Die Veranstaltung erfolgte weitestgehend ohne Interesse der Öffentlichkeit, mit einer Ausnahme, als bekannt wurde, dass Joey Kelly an einer Etappe teilnehmen wollte – was allerdings nicht zustande kam.

## Deutschlandlauf 2005 – DL2005
- 12. bis 28. September 2005
- 1204 km
- 69 Teilnehmer (59 Männer, 10 Frauen)
- 37 Teilnehmer (35 Männer, 2 Frauen) erreichten das Ziel:
  - Sieger Rainer Koch in 108 Stunden 13 Minuten 0 Sekunden
  - Siegerin Sylvia Rehn in 164 Stunden 0 Minuten 53 Sekunden

## Deutschlandlauf 2006 – DL2006
- 11. bis 27. September 2006
- 1204 km
- 32 Teilnehmer (27 Männer, 5 Frauen)
- 25 Teilnehmer (21 Männer, 4 Frauen) erreichten das Ziel:
  - Sieger Janne Kankaansyrja aus Finnland in 110 Stunden 6 Minuten 47 Sekunden
  - Siegerin Hiroko Okiyama aus Japan in 121 Stunden 4 Minuten 21 Sekunden

## Deutschlandlauf 2007 – DL2007
- 10. bis 26. September 2007
- 1204 km
- 41 Teilnehmer (36 Männer, 5 Frauen)
- 21 Teilnehmer (17 Männer, 4 Frauen) erreichten das Ziel:
  - Siegerin Hiroko Okiyama aus Japan in 124 Stunden 40 Minuten 33 Sekunden
  - Sieger Trond Sjavik aus Norwegen in 132 Stunden 44 Minuten 15 Sekunden

## Deutschlandlauf 2008 – DL2008
- 8. bis 24. September 2008
- 1204 km
- 28 Teilnehmer (26 Männer, 2 Frauen)
- 19 Teilnehmer (17 Männer, 2 Frauen) erreichten das Ziel:
  - Sieger Robert Wimmer aus Deutschland in 111 Stunden 51 Minuten 57 Sekunden
  - Siegerin Elke Streicher aus Deutschland in 131 Stunden 38 Minuten 42 Sekunden

## Deutschlandlauf 2010 – DL2010
- 6. bis 22. September 2010
- 1195 km
- 29 Teilnehmer (26 Männer, 3 Frauen)
- 16 Teilnehmer (16 Männer, 0 Frauen) erreichten das Ziel:
  - Sieger Jürgen Wetzel aus Deutschland in 123 Stunden 51 Minuten 44 Sekunden

## Tabellarische Übersicht aller Deutschlandläufe
| Jahr                         | Typ         | Länge in km | Wer | Zeit                         | Besonderheiten |
| ---------------------------- | ----------- | ----------- | --- | ---------------------------- | --- |
| 1977                         | Staffellauf | 1093        | Friesenetappe: Günter Anklam/Albert Hilker, Elbeetappe: Eckhardt Schulz, Heideetappe: Werner Thorenmeier, Deisteretappe: Jochen Weißer, Sollingetappe: Peter Gehrmann, Kaufunger Waldetappe: Achim Bader, Rhönetappe: Manfred Westphal, Mainetappe: Gerhard Pribbernow, Schwabenetappe: Dieter Dippel, Donauetappe: Dieter Streicher, Alpenetappe: Wolfgang Schlüter | 128:49 h                     | Peter Gehrmann organisiert den Lauf so, dass jeder Staffelteilnehmer 100 km zu laufen hat. |
| 1980                         | Alleingang  | 1093        | Horst Preisler | 18,5 Tage                    | Sein einziger Betreuer ist sein zu dieser Zeit vierzehnjähriger Sohn. |
| 1981                         | Gruppenlauf | 1093        | 6 Teilnehmer | 20 Tage                      | Der Lauf diente wissenschaftlichen Untersuchungen unter der Leitung von Klaus Jung. |
| 1983                         | Gruppenlauf | 1093        | Ingo Schulze | 14 Tage 4,5 Stunden          | Die Leistung wurde im Guinness-Buch der Rekorde festgehalten. |
| 1983                         | Gruppenlauf | 1093        | 32 Starter | 18 Tage                      | Gisela Requate organisierte die Veranstaltung, bei der die Teilnehmer sich selbst versorgten. |
| 1987                         | Wettkampf   | 1000        | | 20 Etappen                   | 110 Läufer nahmen teil, 55 kamen ins Ziel. Die Etappen waren alle 50 km lang, der Wettkampf wurde von Klaus Jung zu weiteren wissenschaftlichen Studien ausgewertet. Tragisches Ereignis: am Morgen des fünften Tages fand man einen Teilnehmer tot im Schlafsack. |
| 1993                         | Alleingang  | 1200        | Ingo Schulze | 14 Tage 7,5 Stunden          | Erster Deutschlandlauf unter Einbeziehung der neuen Bundesländer, außerdem Grundlage der Strecke der zukünftigen DL<jjjj>, der ebenfalls im Guinness-Buch der Rekorde verzeichnet wurde.                                                                           |
| 1998                         | Wettkampf   | 1225        | | 17 Tage                      | 12 von 21 Teilnehmern kamen unter der Leitung von Ingo Schulze in diesem Lauf quer durch Deutschland ins Ziel. |
| 2001                         | Alleingang  | 1154        | Achim Heukemes | 6 Tage 21 Stunden 15 Minuten | Vom tiefsten Punkt Deutschlands (Neuendorf bei Wilster, 3,64 m unter Null) zum höchsten Punkt Deutschlands (Zugspitze, 2964 m über NN) |
| 2005, 2006, 2007, 2008, 2010 | Wettkampf   | 1200        | | 17 Tage                      | Wiederholung der erfolgreichen Veranstaltung von 1998 unter der Leitung von Ingo Schulze. |
| 2017, 2019, 2021             | Wettkampf   | 1300        | 60 Starter (2017), 41 Starter (2019), 27 Starter (2021) Oliver Witzke | 19 Tage                      | Vom nördlichsten Punkt Deutschlands (Ellenbogen bei Sylt) zum höchsten Punkt Deutschlands (Zugspitze, 2964 m über NN). |
| 2021                         | Wettkampf   | 1292        | 25 Starter (2021) Thomas Dornburg | 21 Tage                      | Flensburg nach Lörrach |